# Cis seriatulus
Cis seriatulus is een keversoort uit de familie houtzwamkevers (Ciidae). De wetenschappelijke naam van de soort werd in 1879 gepubliceerd door Ernst August Hellmuth von Kiesenwetter.